# Pierino Celetto
Pierino Celetto, nome di battaglia Mazzini (Gemona del Friuli, 30 marzo 1924 – Attimis, 29 settembre 1944), è stato un partigiano italiano, insignito della medaglia d'oro al valor militare.

## Biografia
Giovane studente all'Università di Trieste lasciò gli studi dopo l'Armistizio di Cassibile (8 settembre 1943) per arruolarsi in una formazione partigiana della Brigata Osoppo. Col nome di battaglia di Mazzini operò inizialmente nella zona di Pielungo, nel comune di Vito d'Asio. Si trasferì poi a Ledis (nel gemonese) dove fu nominato prima comandante e quindi commissario politico del battaglione Prealpi. In questo periodo partecipò a numerose azioni in battaglia. Cadde negli scontri che, tra il 27 e il 29 settembre 1944, i partigiani sostennero combattendo contro i nazifascisti nella località di Subiit (nel comune di Attimis). Il comune di Gemona del Friuli ha intitolato una strada a ricordo del giovane partigiano.